# Танцювальний конкурс Євробачення
Танцювальний конкурс Євробачення (англ. Eurovision Dance Contest) — це конкурс бальних танців, який щороку організовувала Європейська Мовна Спілка (ЄМС) та національна телерадіокомпанія країни-організатора. Право брати участь у конкурсі мали країни, які є повноправними членами ЄМС. Право на трансляцію конкурсу мали країни-учасниці конкурсу в поточному році, та країни, яким Європейська Мовна Спілка надавала право на трансляцію.
Створити новий конкурс, який би відрізнявся від всіх інших конкурсів сім'ї «Євробачення» Європейську Мовну Спілку надихнув британський проєкт «Strictly Come Dancing» (українська версія — «Танці З Зірками»). Але саме Міжнародна федерація танцювального спорту дала повноваження раднику асоціації та колишньому керівнику спортивного відділу ЄМС Річарду Банну домовитись з ЄМС щодо організації конкурсу. Керівництво ЄМС відгукнулось на пропозицію Банна і дало дозвіл на використання бренду «Євробачення».
Перший «Танцювальний конкурс Євробачення» відбувся 1 вересня 2007 року в столиці Великої Британії — Лондоні, в ньому брали участь 16 країн. У 2008 році конкурс відбувся в британському місті Глазго, і в ньому брали участь 14 країн. У 2009 році конкурс було заплановано провести в столиці Азербайджану Баку, але через недостатню кількість та скрутне фінансове положення більшості національних телерадіокомпаній країн-учасниць було прийнято рішення перенести конкурс на 2010 рік. В січні 2010 року супервайзер конкурсу Сванте Стокселіус заявив :
Танцювальний конкурс поки що відпочиває. Щонайменше протягом двох років. Як відомо, деякий час тому стався справжній бум танцювальних шоу на телебаченні. Почалося все з першого шоу, яке з'явилося на Бі-Бі-Сі, а потім поступово приєдналися й інші компанії та країни, і Європейська Мовна Спілка вважала, що буде доцільно їм організувати щось подібне. Однак поступово цей бум став стихати, і ми вважаємо за необхідне теж на деякий час відкласти цей конкурс.— Супервайзер Eurovision Song Contest Сванте Стокселіус
Після заяви 2010 року ЄМС не оголошувала планів проведення конкурсу у майбутньому, тому доля конкурсу в цей час невідома.

## Перший конкурс
Перший «Танцювальний конкурс Євробачення» відбувся 1 вересня 2007 року в столиці Великої Британії — Лондоні. Його організувала Європейська Мовна Спілка та національна телерадіокомпанія Великої Британії Бі Бі Сі, і в ньому брали участь 16 країн. Перемогу на першому «Танцювальному конкурсі Євробачення» здобули представники Фінляндії Катья Коуккула та Юссі Вяянанен.
Докладнішу інформацію про перший конкурс дивись у статті Танцювальний конкурс Євробачення 2007.

## Супервайзер конкурсу
Супервайзером Танцювального конкурсу Євробачення є Таль Барнеа з Ізраїлю.

### Освіта
Своє навчання Таль Барнеа розпочав з вищої школи «Ort Ebin». C 2002 по 2009 рік навчався в Тель-Авівському університеті на спеціальностях лінгвістика (2002—2005, 2009), загальне мовознавство та семітське мовознавство (2009).

### Робота інженером-програмістом
Робота Таля Барнеа на професії інженер-програміст тривала з січня 2001 року по січень 2006 року.
З січня 1996 по січень 2003 року — працює інженером-програмістом для закордонних компаній. З січня 2001 по квітень 2003 — інженер-програміст в компанії Philips MP4Net. І при цьому одночасно працював з січня 2001 по січень 2006 року інженером-програмістом в компанії Veon.

### Робота на телекомпанії IBA
Починаючи з січня 1999 по січень 2004 працює в національній телерадіокомпанії Ізраїлю IBA керівником проєктів виробництва каналу та помічником консультанта IBA, здійснюючи міжнародну координацію каналу та керування для програм Євробачення. З травня 2002 по грудень 2004 — працює менеджером проєктів та керує міжнародними відносинами на телеканалі IBA.

### Робота в ЄМС
З січня 2005 по жовтень 2009 працював менеджером проєктів Європейської Мовної Спілки. У 2007 році був призначений супервайзером Танцювального конкурсу Євробачення. Після призупинення конкурсу з листопада 2009 по жовтень 2010 року працював консультантом менеджера проєктів та спеціальних подій Європейської Мовної Спілки.

## Правила конкурсу

### Загальні правила
1. Країну-господаря конкурсу Європейська Мовна Спілка обирає на засіданні організаційної ради конкурсу. На засіданнях організаційної ради конкурсу, які проводяться до призначеної дати фіналу конкурсу, затверджуються головна арена, візуальний дизайн (логотип) та дизайн сцени конкурсу;
2. Брати участь у конкурсі має право країна. яка є повноправним (активним) членом Європейської Мовної Спілки;
3. Прийом заявок від країн на участь у конкурсі відбувається до дати, встановленої Європейською Мовною Спілкою (ЄМС);
4. Після офіційної подачі заявки на участь, країна-учасник конкурсу повинна провести відкритий або закритий національний відбір (Закритий Національний Відбір — національна телерадіокомпанія країни-учасниці сама призначає представника на конкурс; Відкритий Національний Відбір — представник країни на конкурсі обирається шляхом телеголосування);
5. Країна-учасник конкурсу повинна провести національний відбір до дати встановленої Європейською Мовною Спілкою (ЄМС);
6. Переможець конкурсу визначається шляхом телеголосування та голосування журі у співвідношенні 50/50.

### Вимоги до учасників
1. Брати участь у конкурсі може учасник (представник), якому на момент участі у конкурсі виповнилося 16 років;
2. Учасник (представник країни) забов'язаний виступати на конкурсі як танцювальна пара;
3. Учасник (представник країни) повинен бути не професійним танцівником;
4. На конкурсі дозволяється виконання наступних видів бальних танців: аргентинське танго, ча ча, фокстрот, джайв, пасодобль, квікстеп, сальса, румба, самба, танго, віденський вальс, а також танці вільного стилю.

### Голосування
1. Голосування на конкурсі відбувається у співвідношенні 50/50% голосів журі та телеглядачів;
2. Голосування на конкурсі розпочинається від першого конкурсного виступу і завершується коли про завершення голосування сповістять ведучі конкурсу;
3. Країна-учасник конкурсу не може голосувати сама за себе;
4. Від одного номера телефону дозволяється відправити не більше 20 повідомлень.

## Історія конкурсу

### Країни-учасниці
| Рік  | Дебют |
| ---- | --- |
| 2007 | Австрія, Велика Британія, Греція, Данія, Ірландія, Іспанія, Литва, Нідерланди, Німеччина, Польща, Португалія, Росія, Україна, Фінляндія, Швейцарія, Швеція |
| 2008 | Азербайджан |
| 2009 | Білорусь (відміна конкурсу) |

| Рік  | Відмова від участі                                               |
| ---- | ---------------------------------------------------------------- |
| 2008 | Іспанія, Німеччина, Швейцарія                                    |
| 2009 | Австрія, Литва, Нідерланди, Фінляндія, Швеція (відміна конкурсу) |

### Переможці
| Рік  | Переможець | Учасник                          | Друге місце | Третє місце | Дата           | Арена                 | Країна та місто        |
| ---- | ---------- | -------------------------------- | ----------- | ----------- | -------------- | --------------------- | ---------------------- |
| 2007 | Фінляндія  | Katja Koukkula та Jussi Väänänen | Україна     | Ірландія    | 1 вересня 2007 | BBC Television Centre | Велика Британія Лондон |
| 2008 | Польща     | Marcin Mroczek та Edyta Herbuś   | Росія       | Україна     | 6 вересня 2008 | SECC                  | Велика Британія Глазго |